# Otto Foit
Otto Foit (* 1947 in Detmold) ist ein deutscher Krankenhausmanager und Berater in der Gesundheitswirtschaft. Er leitete verschiedene große Kliniken, unter anderem das Herz- und Diabeteszentrum Nordrhein-Westfalen in Bad Oeynhausen.

## Leben und Wirken
Otto Foit studierte Wirtschaftswissenschaft in Bochum, München und Wuppertal. Er promovierte zum Dr. rer. oec. und wurde nach mehrjähriger Forschungs- und Lehrtätigkeit als wissenschaftlicher Assistent an der Bergischen Universität Wuppertal Persönlicher Referent und Büroleiter des Oberstadtdirektors der Stadt Wuppertal.
Bevor er 1988 die Leitung des Krankenhauses Detmold (Kreis Lippe) übernahm, führte er als kommissarischer Verwaltungsdirektor die Kliniken der Stadt Wuppertal. Mit Beginn des Jahres 1996 wurde er Geschäftsführer des Herz- und Diabeteszentrums Nordrhein-Westfalen (HDZ NRW) in Bad Oeynhausen, das er bis zu seinem Eintritt in den Ruhestand 2010 leitete.
Unter Foits Führung entwickelte sich das der Universitätsklinik Bochumzugeordnete HDZ zu dem europaweit größten Herzzentrum mit jährlich rund 6.000 Herzoperationen und erreichte eine Spitzenstellung auf dem Gebiet der Herztransplantation und der Kunstherzimplantation. Das HDZ konnte rei Auszeichnungen in Folge als „Ausgewählter Ort“, im Rahmen des bundesweiten Wettbewerbs „365 Orte im Land der Ideen“ der Standortinitiative „Deutschland - Land der Ideen“ in den Jahren 2007, 2008 und 2009 für die Klinik entgegennehmen.
Bedeutende Alleinstellungsmerkmale waren u. a.
- die Errichtung einer Komfortpflegestation „Toskana“ (1997);
- die Gründung eines Instituts für angewandte Telemedizin (2003),[6]
- der Neubau einer Klinik für angeborene Herzfehler (2000) mit einem Ronald McDonald Elternhaus (Architekt Frank O. Gehry)[7][8] und mit einem besonderen Versorgungskonzept, das als weltweites Projekt unter dem Motto „High Tech und menschliche Wärme“ auf der EXPO 2000 präsentiert wurde;[9]
- der Abschluss eines Kooperationsvertrages mit dem Deutschen Handballbund (DHB) als offizieller Partner des DHB für die sportkardiologisch-internistische Betreuung (2002);[10]
- die Erweiterung der Kryolabor- und Gewebebankaktivitäten (2009);[11]
- die Produktion und der Vertrieb (2002) von Radiopharmaka[12]
- die Präsentation des Krankenhauses als museales Kunstforum mit Ausstellungen und Events für die interne und externe Öffentlichkeit.[13]

Dieser gute Ruf führte u. a. den indonesischen Staatspräsidenten Suharto, den russisch-ukrainischen Herzchirurg Nikolai Michailowitsch Amossow und den ehemaligen Bundespräsidenten Johannes Rau zur Behandlung in das HDZ NRW. Das HDZ pflegt Internationalität durch zahlreiche Kooperationen mit ausländischen Kliniken und häufiger Präsenz auf großen internationalen Messen und Veranstaltungen u. a. in Dubai, Tokio und Jakarta und beschäftigt Personal aus rund 30 Ländern.
Im Blickpunkt der bundesweiten Öffentlichkeit stand Foit vor allem als Verbandsrepräsentant für den Krankenhausbereich in der Vereinigung der kommunalen Arbeitgeberverbände (VKA). In dieser Funktion war er langjähriger Verhandlungsführer in den Tarifauseinandersetzungen mit Ver.di um den krankenhausspezifischen Tarifvertrag TVöD-K. Damit leitete er auch im Sommer 2006 auf Arbeitgeberseite die Verhandlungen mit dem Marburger Bund um den ersten arztspezifischen Tarifvertrag für die etwa 70.000 Ärzte in den rund 700 kommunalen Krankenhäusern, der in Verbindung mit dem Ärztestreik in Deutschland 2006 stand.

## Mitgliedschaften/Ehrenämter
- Mitglied im Ausschuss für Gesundheitswirtschaft des Deutschen Industrie- und Handelskammertages (DIHK)[22]
- Vorsitzender des Fördervereins des Herz- und Diabeteszentrum NRW, Bad Oeynhausen e. V.[23]
- Mitglied des Vorstandes des Kommunalen Arbeitgeberverbandes NW und Stellvertreter des Vorsitzenden (bis 2010)[24]
- Mitglied des Präsidiums und Stellvertreter des Präsidenten der Vereinigung der Kommunalen Arbeitgeberverbände (bis 2008)[25]
- European Hospital and Healthcare Employers’ Association (HOSPEEM), (bis 2008)[26]
- European Social Dialogue Committee in the Hospital Sector in the European Union, Brüssel (bis 2008)[27]
- Kuratorium der McDonald’s Kinderhilfe Stiftung (bis 2011)[28]
- Stiftung Europäische Gewebebanken, Berlin, Vorsitzender des Wirtschafts- und Finanzausschusses (bis 2010)[29]
- Kuratorium der St.-Elisabeth-Stiftung, Detmold[30]
- Kuratorium der Philharmonischen Gesellschaft Ostwestfalen-Lippe[31]
- Stiftungsrat der Diakonischen Stiftung Wittekindshof, Bad Oeynhausen[32]
- Vorsitzender der Gesellschafterversammlung der Caritassozialstation St. Elisabeth gGmbH, Detmold[33]
- Kirchensteuerrat der Erzdiözese Paderborn (bis 2004)[34]
- Stv. Vorsitzender Kompetenzzentrum für Sport und gesunde Lebensführung, Paderborn (bis 2011)[35]

## Auszeichnungen/Ehrungen
- Ernennung zum Titularprofessor der Universität Pécs, Ungarn[36]
- Ehrenmedaille der Nihon-Universität Tokio, Japan[37]
- Kulturstern des Jahres 2009[38]
- „Kritikuß“ des WESTFALEN BLATT 1997[39]
- Jahresgabe 1995 des Kreises Lippe[40]